# Nowa Kamienica
Nowa Kamienica est une localité polonaise de la gmina de Stara Kamienica, située dans le powiat de Jelenia Góra en voïvodie de Basse-Silésie.

## Histoire
De 1742 à 1945, Neukemnitz fait partie de l'arrondissement d'Hirschberg-des-Monts-des-Géants dans le district de Liegnitz au sein de la province de Silésie.